# Dropping the Pilot

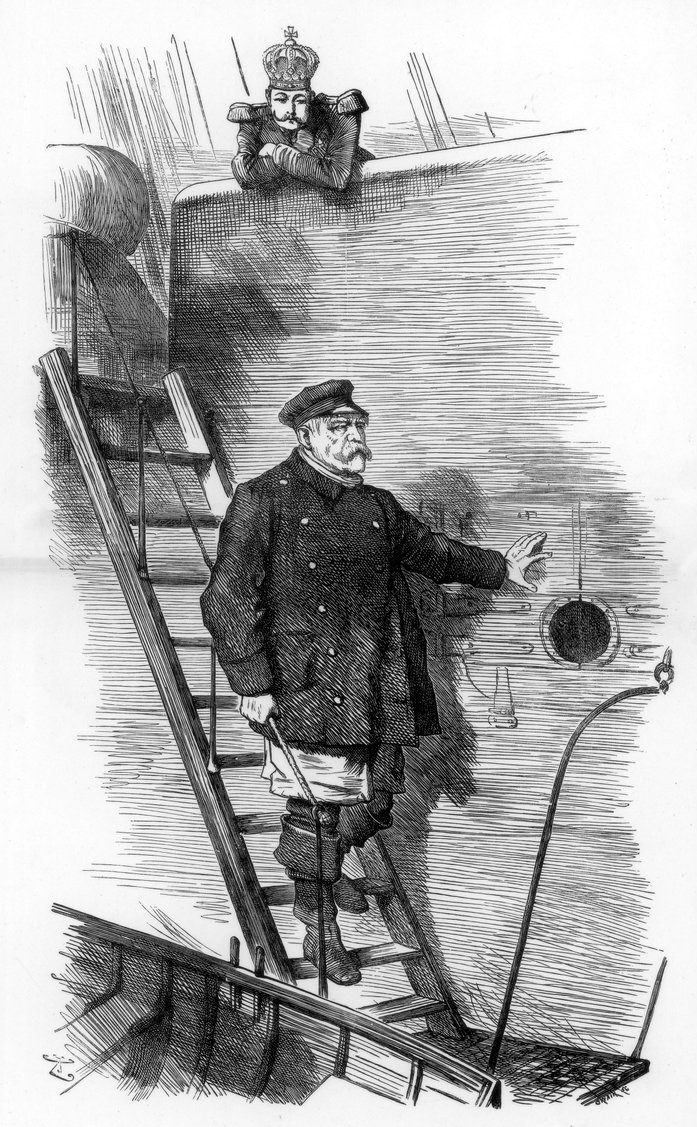
Dropping the Pilot. Historieta por John Tenniel (1820–1914), publicado originalmente en la revista Punch, 29 de marzo de 1890.

Dropping the Pilot (en inglés, Soltando al piloto) es una caricatura política de John Tenniel, publicada por primera vez en la revista británica Punch el 29 de marzo de 1890. Representa al canciller alemán Otto von Bismarck como un piloto marítimo que se baja de un barco, quizás una referencia al barco de estado de Platón. Ociosamente y despreocupadamente observado por un joven Guillermo II, emperador alemán. Bismarck había dimitido como canciller a petición de Wilhelm sólo diez días antes, el 19 de marzo, debido a diferencias políticas.
Después de la publicación de la caricatura, Tenniel recibió una comisión del quinto conde de Rosebery para crear una copia para enviarla al propio Bismarck. Según los informes, el excanciller respondió: "De hecho, es muy bueno".
La caricatura es bien conocida en Alemania y se usa a menudo en libros de texto de historia y libros escolares, bajo el título El Piloto Deja el Barco (en alemán: Der Lotse geht von Bord).

## Adaptaciones

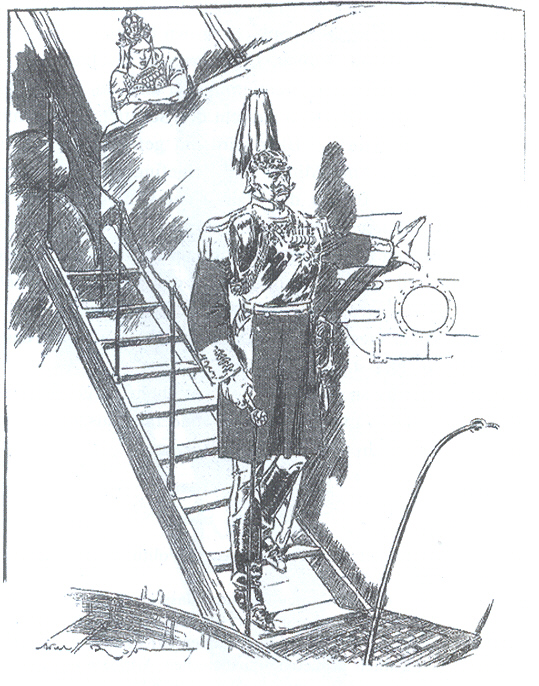
¿Profecía? (Cayendo el Piloto) por  Dyson, 1914
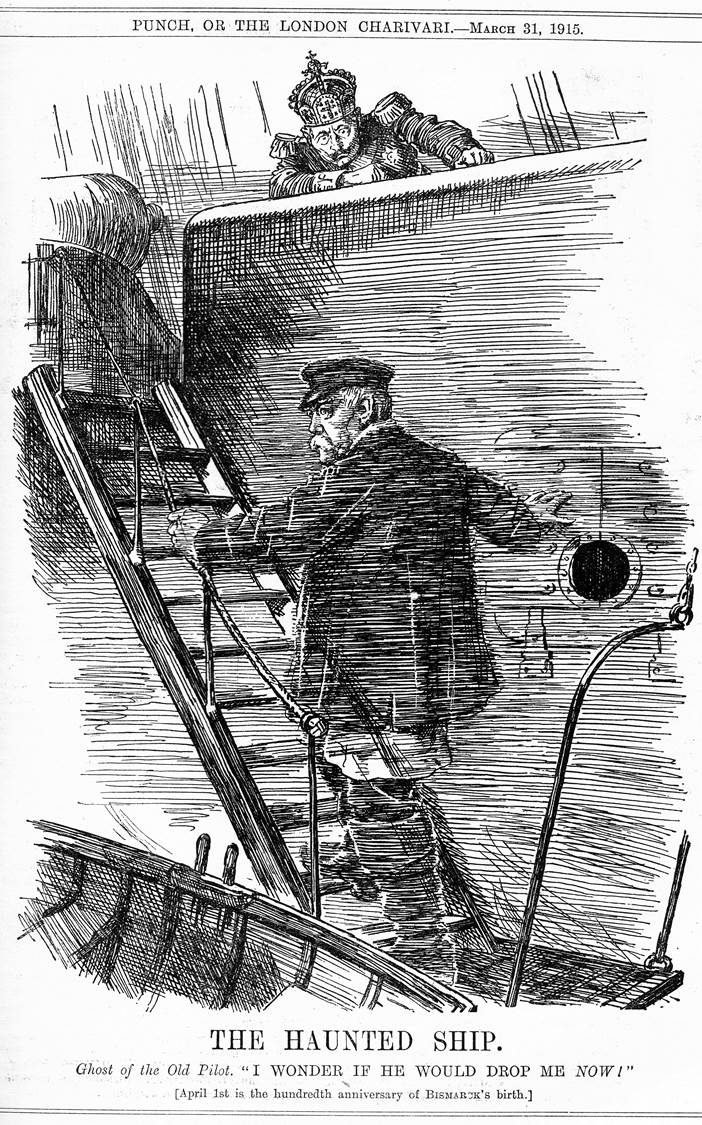
El Barco Mordaz por Bernard Perdiz, 1915
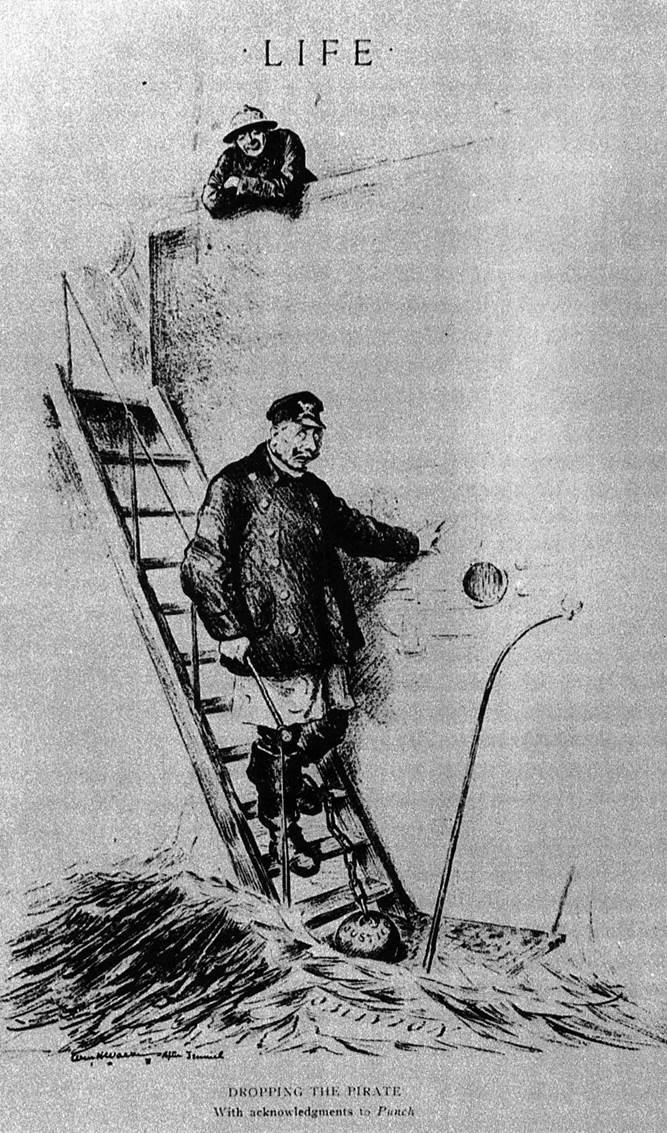
Cayendo el Pirata por William H. Walker, 1918

- Dropping the pilot, refiriéndose a la eliminación del Káiser Guillermo de la lista de almirantes de la Royal Navy en 1914, por David Low[7]
- Cayendo el piloto, refiriéndose a Winston Churchill, por Daniel Bishop[8]
- La historieta Dropping the pilots mostrando a Khrushchev mirando hacia abajo mientras los cuatro "pilotos" abandonan la nave del estado.
- La historieta mostrando al piloto Abraham Lincoln siendo "eliminado" del "Grand Old Party" por el Capitán Barry Goldwater
- La historieta que muestra a Margaret Thatcher "Dropped as the Pilot"
- Steve Bell de The Guardian ha adaptado la caricatura:
  - Vicepresidente se enfrenta al aislamiento después de que un aliado clave abandona el Pentágono[9]
  - Los iraquíes celebran la retirada de las tropas de combate estadounidenses[10]
  - La respuesta de David Cameron a la culpa de Coulson[11]
  - Soltando el pornbot (Renuncia de Damian Green)[12]
- Martin Rowson de The Guardian ha también adaptado la historieta repetidamente:
  - Steve Hilton's Exit[13]
  - Undropping the Pilot[14]
  - The resignation of Michael Flynn[15]